# Cuando las transnacionales gobiernan el mundo
Cuando las transnacionales gobiernan el mundo, traducción del original en inglés When corporations rule the world, es un libro antiglobalización de David Korten. Korten examina la evolución de las corporaciones multinacionales en los Estados Unidos y argumenta que quienes él llama "libertarios corporativos" 'retorcieron' las ideas del economista de mercado libre Adam Smith y la visión que tenían los fundadores de Estados Unidos acerca de la empresa privada. 

## Argumento
Korten critica los métodos actuales de desarrollo económico dirigido por las instituciones de los acuerdos de Bretton Woods y afirma su deseo de reequilibrar el poder de las multinacionales con la conservación del medio ambiente y la sostenibilidad y lo que él denomina "desarrollo centrado en las personas". Aboga por un impuesto del 50% a la publicidad para contrarrestar el ataque de lo que él llama "Una máquina de propaganda controlada por las empresas más grandes del mundo, que constantemente nos asegura que el consumo es el camino a la felicidad, que los límites gubernamentales a los excesos del mercado son la causa nuestra angustia, y la globalización económica es tanto una inevitabilidad histórica como una bendición para la especie humana. " 
Korten critica el consumismo, la desregulación del mercado, el libre comercio, la privatización y lo que ve como la consolidación global del poder corporativo. Por encima de todo, rechaza el enfoque en el dinero como finalidad de la vida económica. Sus recetas incluyen excluir las empresas de la participación política, aumentar el control estatal y global sobre las empresas multinacionales y las finanzas, hacer que la especulación financiera no sea rentable y crear economías locales que dependan de los recursos locales, más que del comercio internacional.
En un artículo titulado "El giro de un creyente en las empresas", que apareció en el New York Times el 25 de noviembre de 2001, la escritora Suzanne McCoy señaló que Korten ya practica lo que predica en el libro. "Kortens vive en la isla Bainbridge, en el estado de Washington, en un lugar llamado Puget Sound, cerca de Seattle, que el Dr Korten llama a la 'tierra de la Ecotopia'". Ahí practica algunas de sus sugerencias, según dijo, como comprar vino de productores que conoce personalmente". 
En una revisión del libro Left Business Observer # 71 de enero de 1996, Doug Henwood observa que Korten "ofrece una visión de una economía de mercado compuesta principalmente, aunque no exclusivamente, de empresas familiares con cooperadores de pequeña escala, empresas donde los trabajadores son los propietarios, y empresas vecinales y municipales'. Gran parte de esto es deseable. Sin embargo, sería imposible ejecutar una compleja economía sólo en esta escala, es fácil de imaginar muebles hechos de esta manera, pero no los trenes y las computadoras. Si Korten piensa acabar con los trenes y los ordenadores, debe decírnoslo".

## Elogios
El activista político Ralph Nader entusiasmado con la primera edición de este best-seller, afirma que su segunda edición amplía y actualiza el análisis de Korten sobre cómo las empresas globales dominan la gente y sus gobiernos, y la miserables condiciones que resultan cuando unos pocos rigen a los muchos. "Korten muestra vías de realización práctica para un futuro más justo, próspero y sostenible de las sociedades". 
Bella Abzug, copresidente de la Women's Environment & Development Organization lo llamó "lectura obligada para las mujeres que quieren mirar detrás de la cortina de la economía mundial y averiguar cómo salvarnos y responder a los SOS globales". Andrew Van Alstyne, de la Universidad de St. Lawrence en New York, considera que su enfoque sobre las corporaciones es necesario, "el creciente poder de las corporaciones es responsable de la decadencia de la democracia y el bienestar de la gente en la sociedad global". Añade que Korten argumenta que a medida que las empresas crecen y consolidan su propio poder, se vuelven más y más difíciles de controlar, incluso para sus 'dueños'. Y que, cuando lo hace, presenta ejemplos que toman indicadores estadísticos provenientes de las instituciones financieras internacionales que él mismo ataca. "Esto le da al trabajo un aire de legitimidad", concluye  Archivado el 16 de mayo de 2015 en Wayback Machine.

## Crítica
En una revisión de las ideas de Korten hecha por Suzanne McCoy en el New York Times el 25 de noviembre de 2001, el Dr Alice H. Amsden, profesor de economía política en el Instituto de Tecnología de Massachusetts, señaló que "La gente viene hablando desde principios del siglo XIX del colapso del capitalismo, pero durante estos períodos se hicieron cambios, se modificaron normas institucionales y aparecieron nuevas organizaciones que, en cierto sentido, fortalecieron el capitalismo para el próximo período de crecimiento económico y desarrollo". Suzanne McCoy señaló además que "los críticos llaman al Dr Korten un idealista equivocado cuya visión de cómo las empresas deben operar es injusta y obsoleta". Además, "muchos economistas rechazan la opinión del Dr Korten de que la globalización es autodestructiva y es incapaz de prestar atención a los efectos colaterales, como los daños al medio ambiente". 
Aunque Korten acusa capitalismo moderno de tergiversar las palabras de Smith, el libro de Korten también ofrece una novedosa interpretación de las obras famosas de Smith. En la página 81 de "When corporations rule the world" Korten afirma que "...Smith se opone a toda forma de concentración económica en el terreno que distorsiona la capacidad natural del mercado de establecer un precio que proporciona un rendimiento justo sobre la tierra, el trabajo, y el capital". Es conocido que Smith se opuso a la colusión de empresas para manipular el mercado, en lugar de la concentración económica per se: "La gente del mismo mercado rara vez se reúnen, incluso para alegría y diversión, pero la conversación termina en una conspiración contra el público, o en algunos invención para subir los precios". (La Riqueza de las Naciones, Libro I, Capítulo X). 
De hecho Smith rechazó expresamente argumentos a favor de una redistribución plana: "Los ricos ... dividen con los pobres el producto de todas sus mejoras. Los dirige una mano invisible para hacer casi la misma distribución de las necesidades básicas de la vida que se hubieran hecho si la tierra hubiera sido dividida en partes iguales entre todos sus habitantes" --Teoría de los sentimientos morales, Parte IV Capítulo 1. La fe de Korten en la acción del Estado para hacer frente a los males económicos percibidos también va en contra de la filosofía económica de Smith: "Es la mayor impertinencia y presunción, por lo tanto, a reyes y ministros, pretender velar por la economía privada de las personas, y limitar sus gastos... Siempre son ellos mismos y sin excepción alguna, los mayores gastadores de la sociedad. Hágaseles cuidar bien sus propios gastos, y ellos confiarían con seguridad las suyas en los ciudadanos particulares. Si su propia extravagancia no arruina el estado, nunca lo harán las de sus súbditos". --La riqueza de las naciones, Libro II, Capítulo III.
Korten afirma que el capitalismo es el culpable de "aumentar la pobreza y el desempleo" y los "delitos violentos", a pesar de que los niveles de vida están en constante aumento , el desempleo está en mínimos históricos  y los delitos violentos se encuentra en constante declive, sobre todo en EE. UU.  (aunque los delitos violentos se dispararon en tiempo de gran prosperidad y el crecimiento - a partir de 1960 a 1990 - y se ha nivelado si no aumentó en 2006/2007). El hecho de que los países capitalistas avanzados tienen también las regulaciones de protección al medio ambiente más estrictas y mejor ejecutadas, así como los más altos estándares de vida de sus poblaciones , él no los aborda. La visión de Korten de la historia mundial también es de controversia; su afirmación de que Japón "coloniza a través de la ayuda y la inversión" puede no ser compartida por los ciudadanos de Manchuria  y Corea . Su tesis general de que el comercio mundial empobrece más de lo que enriquece, podría ponerse a prueba con el rendimiento relativo de Corea del Norte  y del Sur  desde la Segunda Guerra Mundial. Casualmente, Corea del Norte es un país que rechaza explícitamente el capitalismo, la globalización, el consumismo y el libre comercio, está en la parte inferior del Índice de Yale de Sostenibilidad Ambiental .Las empresas transnacionales dañan nuestro mundo